# 765
765 (DCCLXV) je bilo navadno leto, ki se je po julijanskem koledarju začelo na torek.

## Dogodki
- 1. januar

## Rojstva
- Fastrada, frankovska kraljica, tretja (ali četrta) žena Karla Velikega († 794)